# Nevelwouddwerguil
De nevelwouddwerguil  (Glaucidium nubicola) is een vogel uit de familie van de uilen.

## Verspreiding en leefgebied
Deze soort komt op steile hellingen van vochtige bergbossen in Colombia en Ecuador.

## Status
De grootte van de populatie wordt geschat op 1500-7000 volwassen vogels. Op de Rode lijst van de IUCN heeft deze soort de status kwetsbaar.